# Malcoci, Ialoveni
Malcoci este un sat din raionul Ialoveni, Republica Moldova.
Între Malcoci și Condrița este amplasat un sector-etalon de pădure, rezervație naturală silvică.

## Istorie
Prima localitate amplasată la vărsarea râulețului Catargiu în râul Ișnovăț datează din anul 1517, cu denumirea Azăpeni:
„Din mila lui Dumnezeu, noi Ștefan voievod, domn al Țării Moldovei. Facem cunoscut cu această carte a noastră tuturor celor ce o vor vedea sau o vor auzi citindu-se, că a venit înaintea noastră și înaintea boierilor noștri moldoveni sluga noastră Gherasim din Vișneuți, de bună voia lui, nesilit de nimeni, nici asuprit și a vândut dreapta sa ocină vărului sau, slugii noastre Giurgiu Strahoie un sat anume Azăpeni și cu moară și trei părți, din patru părți din Catarha, de unde iese din pădure, drept 626 zloți tătărești.

...

Și privilegiul ce a avut el pe aceste ocine dela străunchii noștri, dela Iliaș și dela Ștefan voievozi, încă l-a dat în mâinile slugii noastre Giurgiu Strahoie înaintea noastră și înaintea tuturor boierilor noștri moldoveni.

De aceia noi, văzând dania lui bună ce a dat el la moartea sa acest sat, pentru pomenirea sa, mai sus zisul sat, anume Azăpenii și cu moara și trei părți din patru părți din Catarha, de unde iese din pădure și noi deasemenea și dela noi am dat și am întărit sfintei noastre mitropolii de jos, din târgul Romanului, acest sat Azăpeni și cu moara și trei părți, din patru părți din Catarha, de unde iese din pădure, ca să fie mitropoliei noastre uric și cu tot venitul neclintit niciodată, în veac.

...

A scris Glavan la Hârlau, în anul 7025 <1517> luna Octombrie 7.”

## Demografie

### Structura etnică
Structura etnică a localității conform recensământului populației din 2004:
| Grup etnic                                               | Populație | % Procentaj  |
| -------------------------------------------------------- | --------- | ------------ |
| Băștinași declarați Moldoveni Băștinași declarați Români | 2.371 37  | 96,85% 1,51% |
| Țigani                                                   | 16        | 0,65%        |
| Ruși                                                     | 11        | 0,45%        |
| Ucraineni                                                | 5         | 0,20%        |
| Alții                                                    | 8         | 0,33%        |
| Total                                                    | 2.448     |              |

## Administrație și politică
Componența Consiliului local Malcoci (11 consilieri), ales la 5 noiembrie 2023, este următoarea:
|  | Partid                                | Consilieri | Componență | Componență | Componență | Componență | Componență |
|  | ------------------------------------- | ---------- | ---------- | ---------- | ---------- | ---------- | ---------- |
|  | Partidul Acțiune și Solidaritate      | 5          |            |            |            |            |            |
|  | Partidul Social Democrat European     | 5          |            |            |            |            |            |
|  | Partidul Liberal Democrat din Moldova | 1          |            |            |            |            |            |

## Galerie de imagini
Biserica „Sf. Arhangheli” din localitate, monument ocrotit de stat.

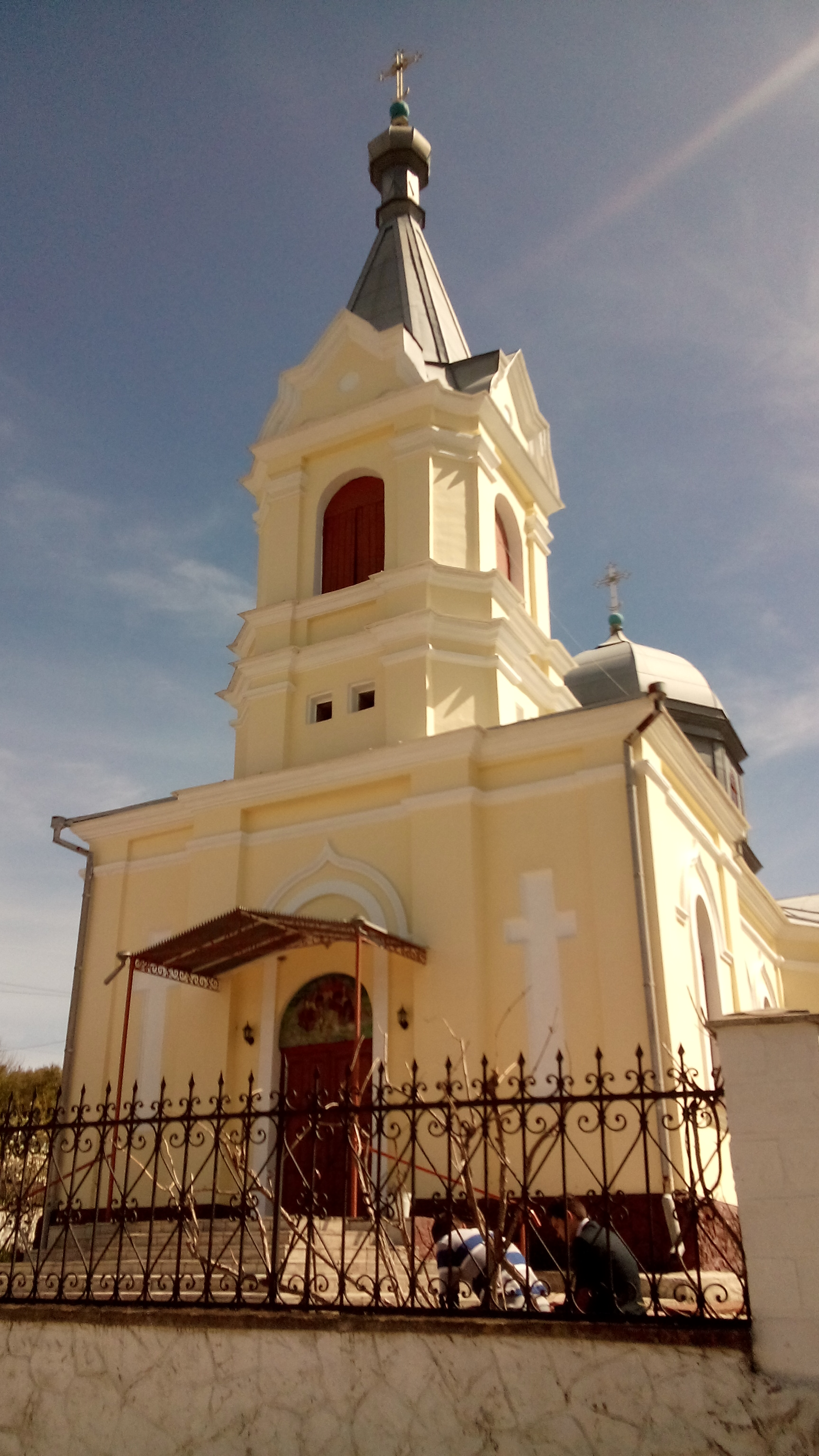
Lăcașul în 2016.
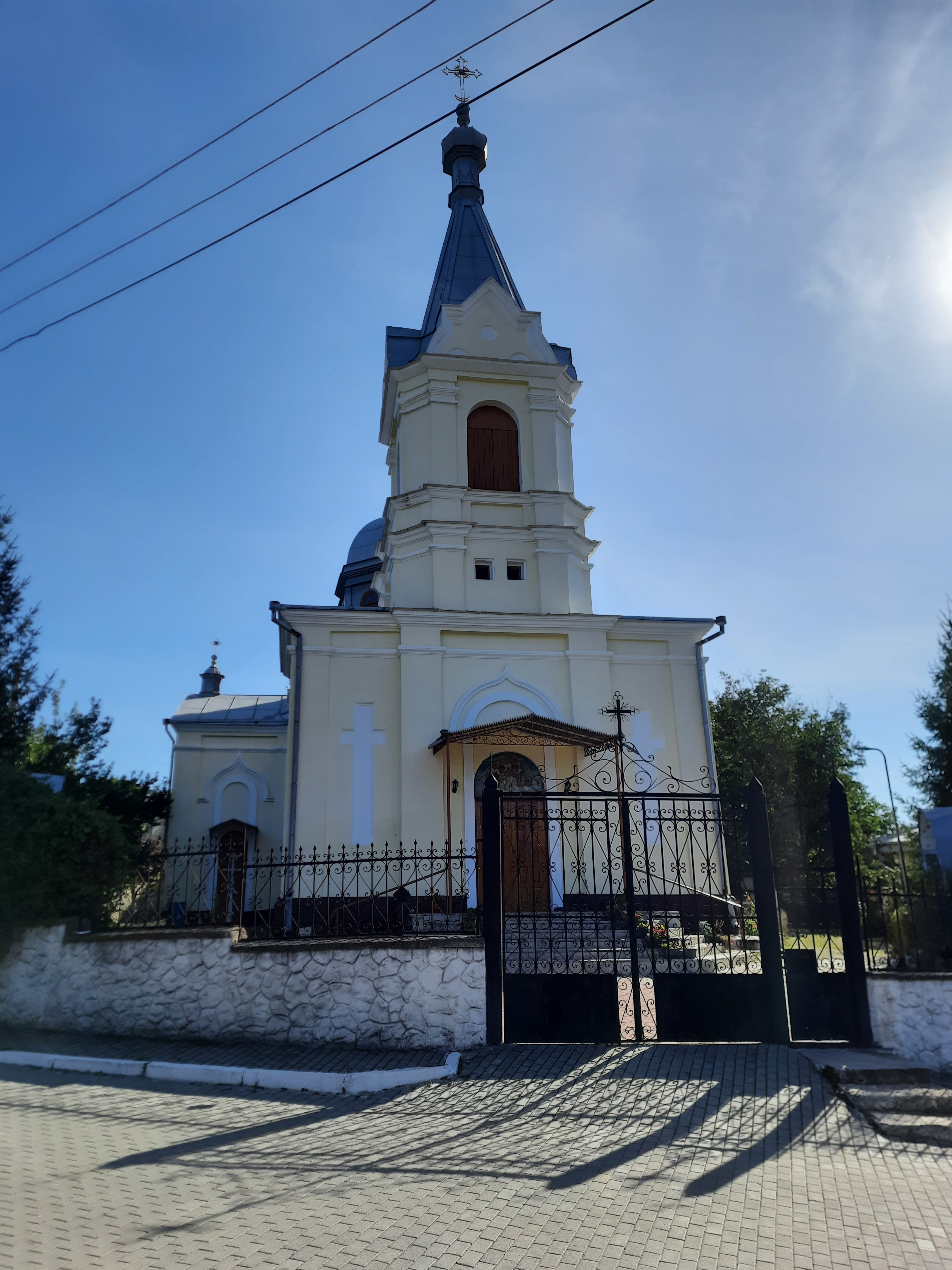
Lăcașul în 2022
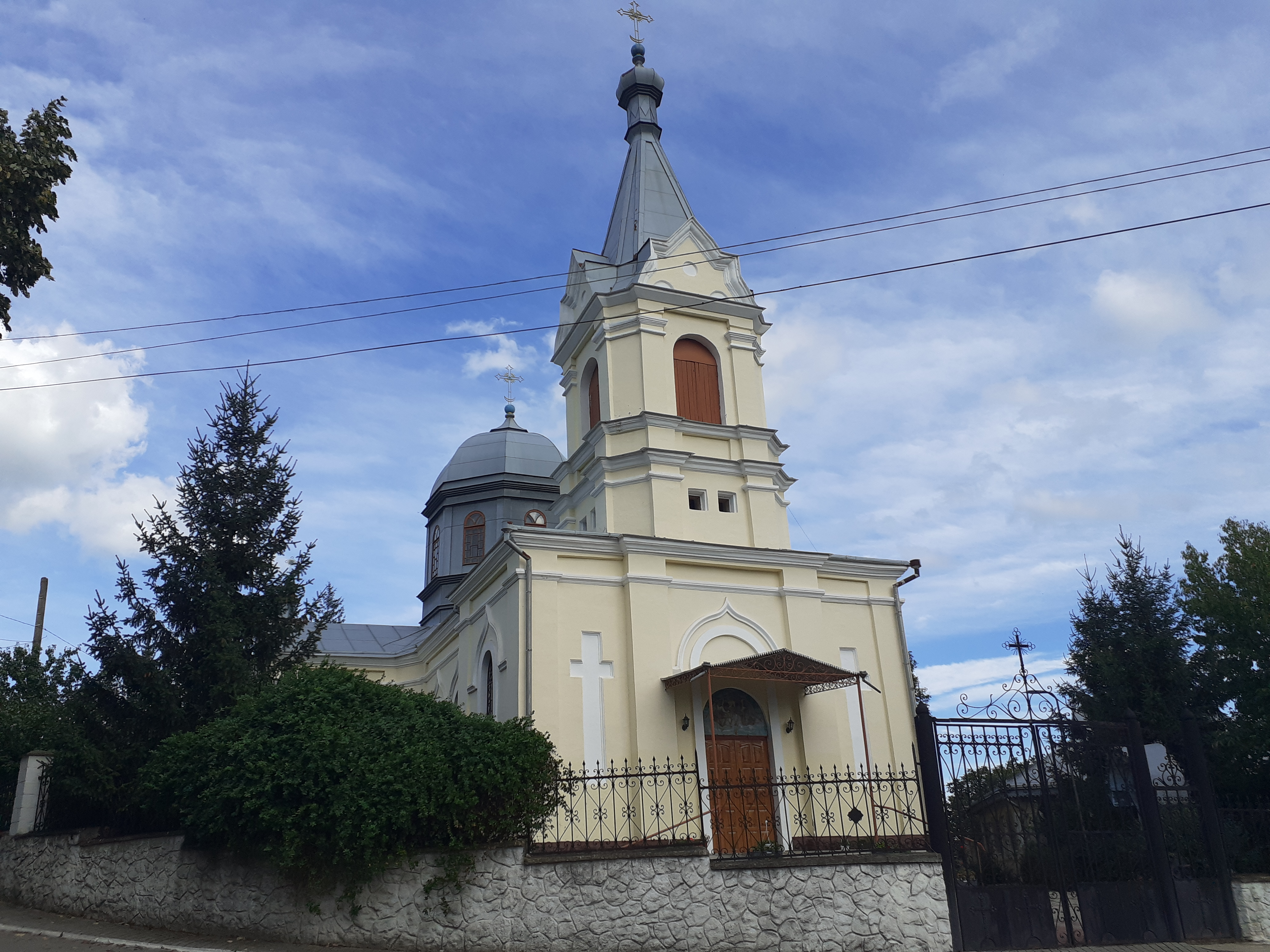
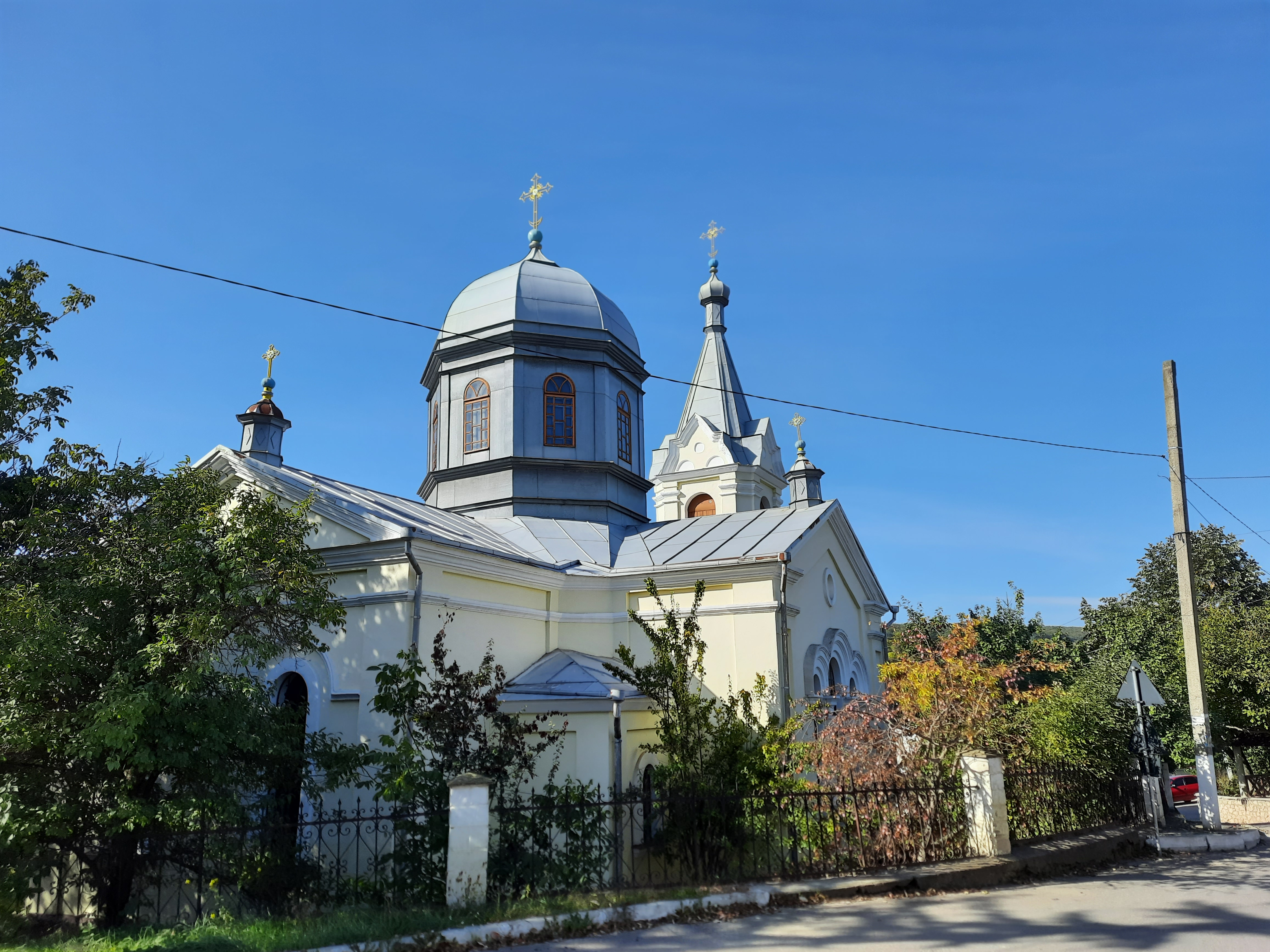
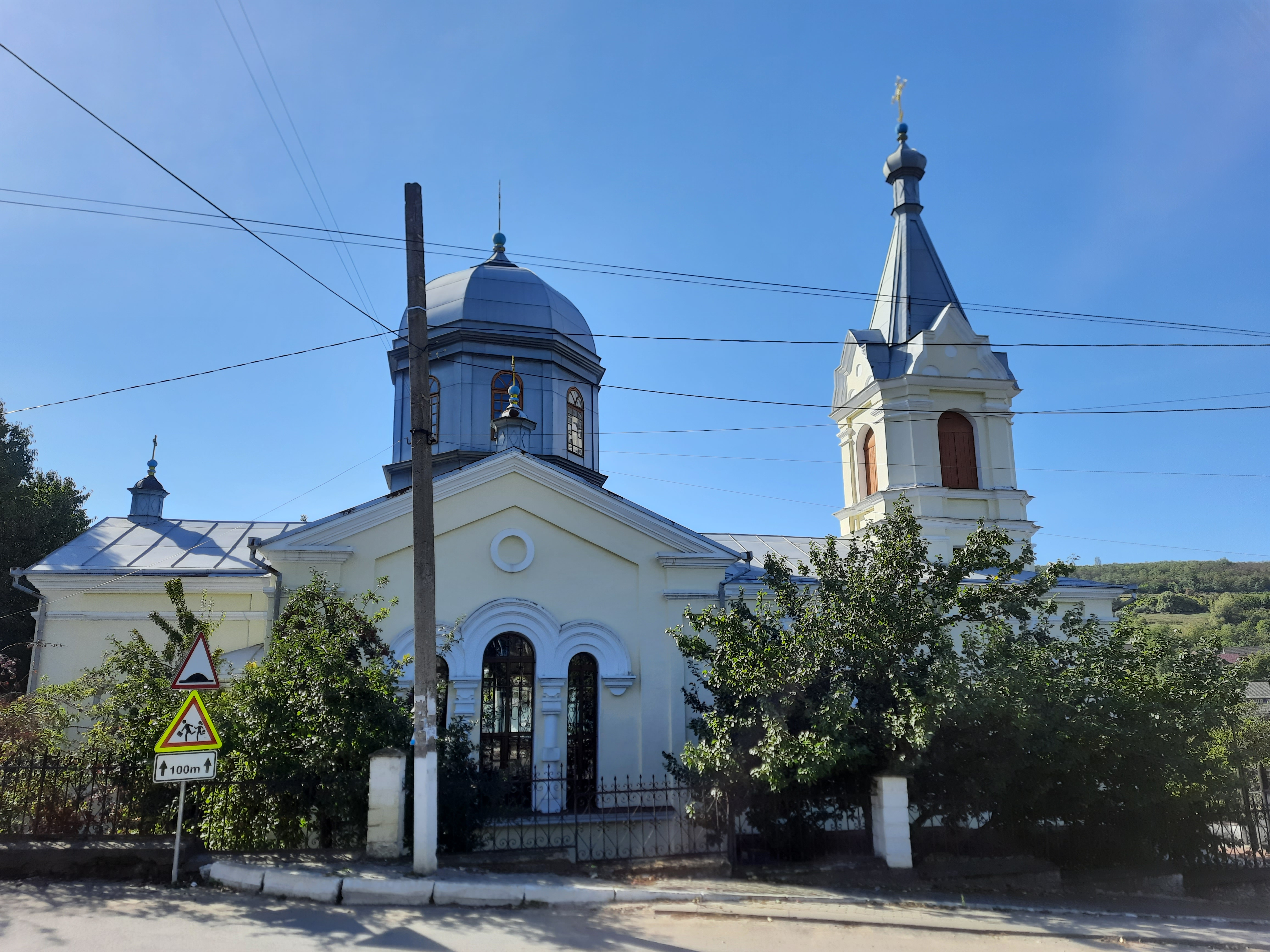

Alte locuri

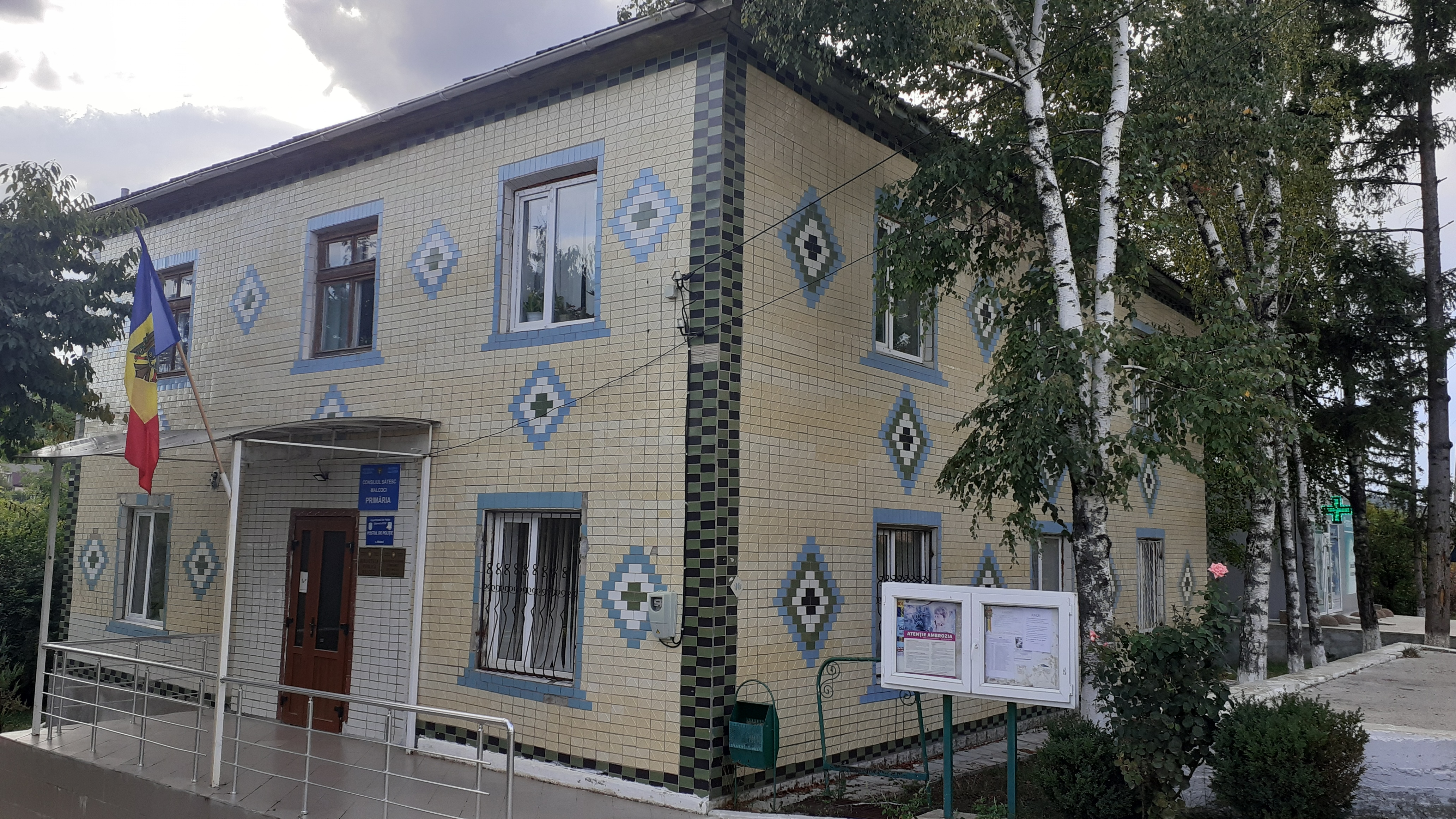
Primăria
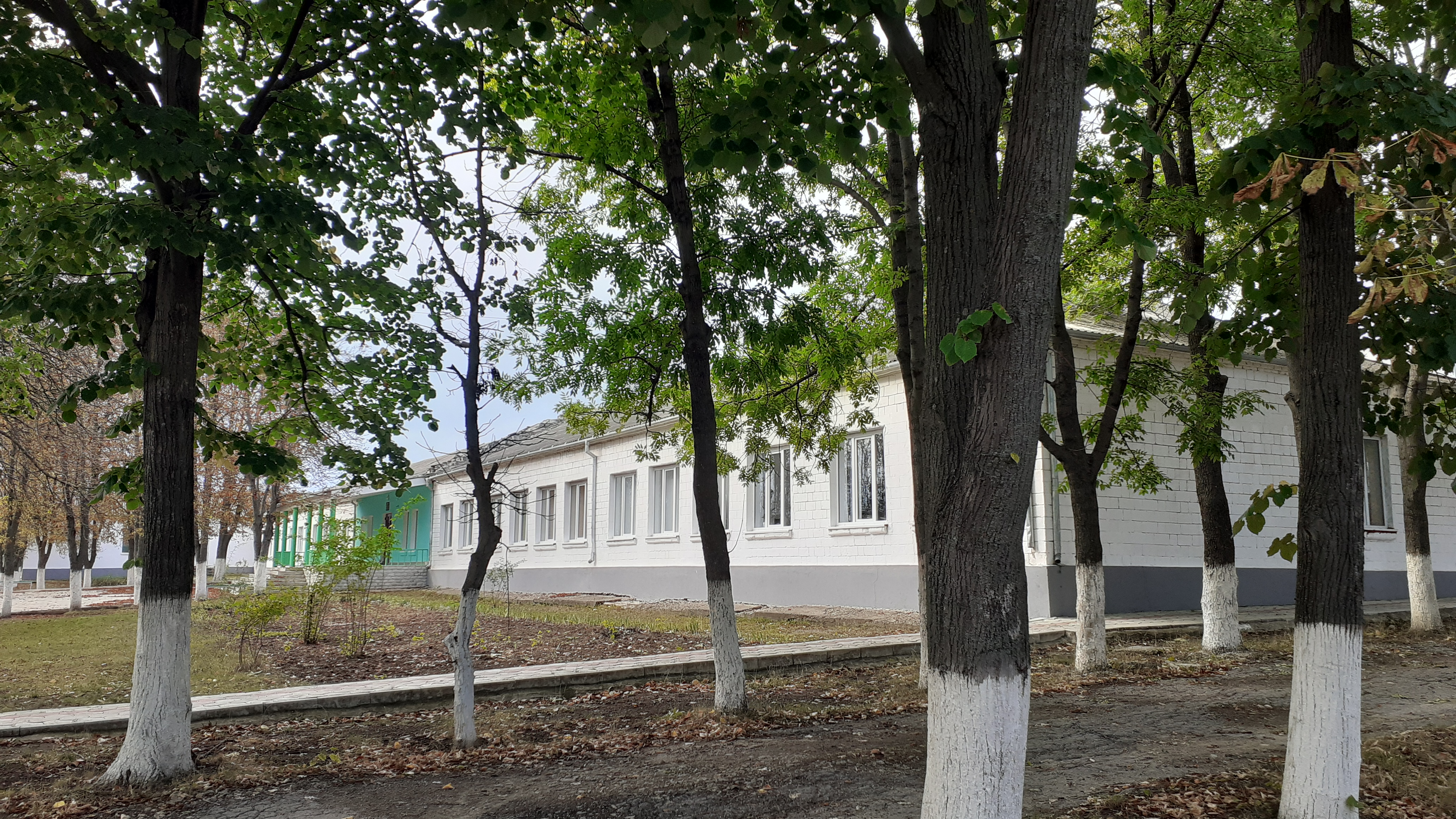
Gimnaziul
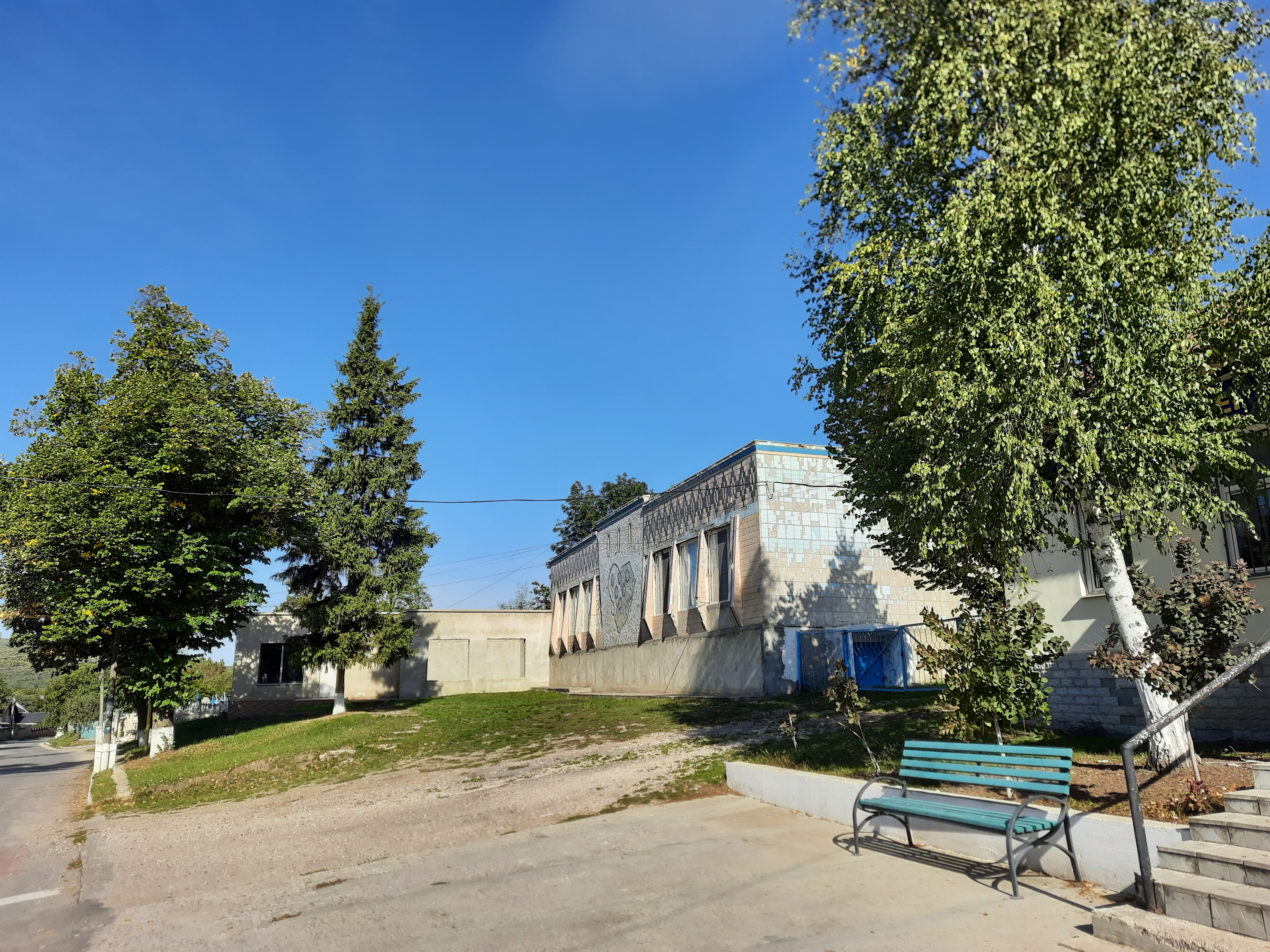
Magazin cu mozaic sovietic
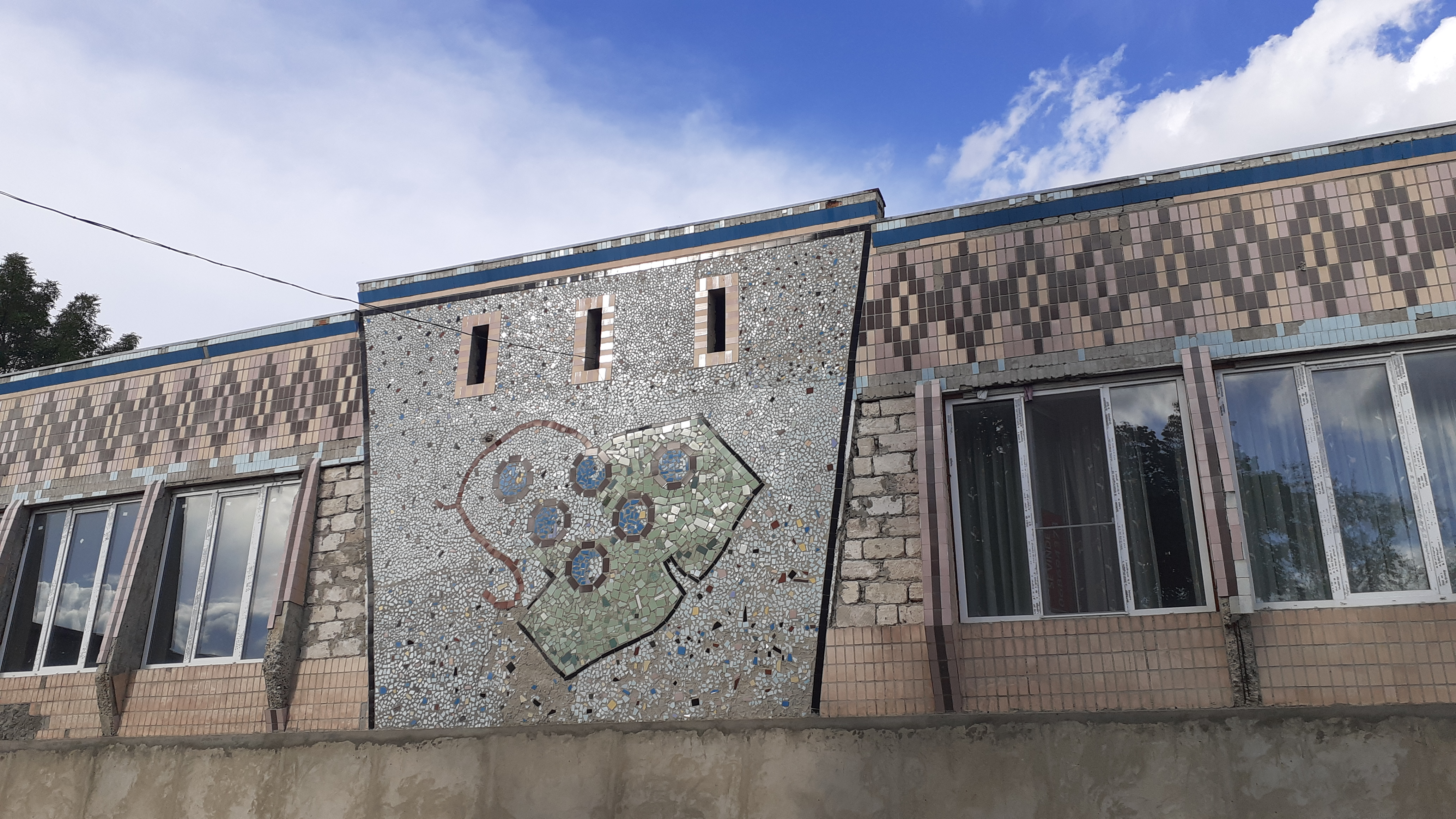
Mozaicul de aproape
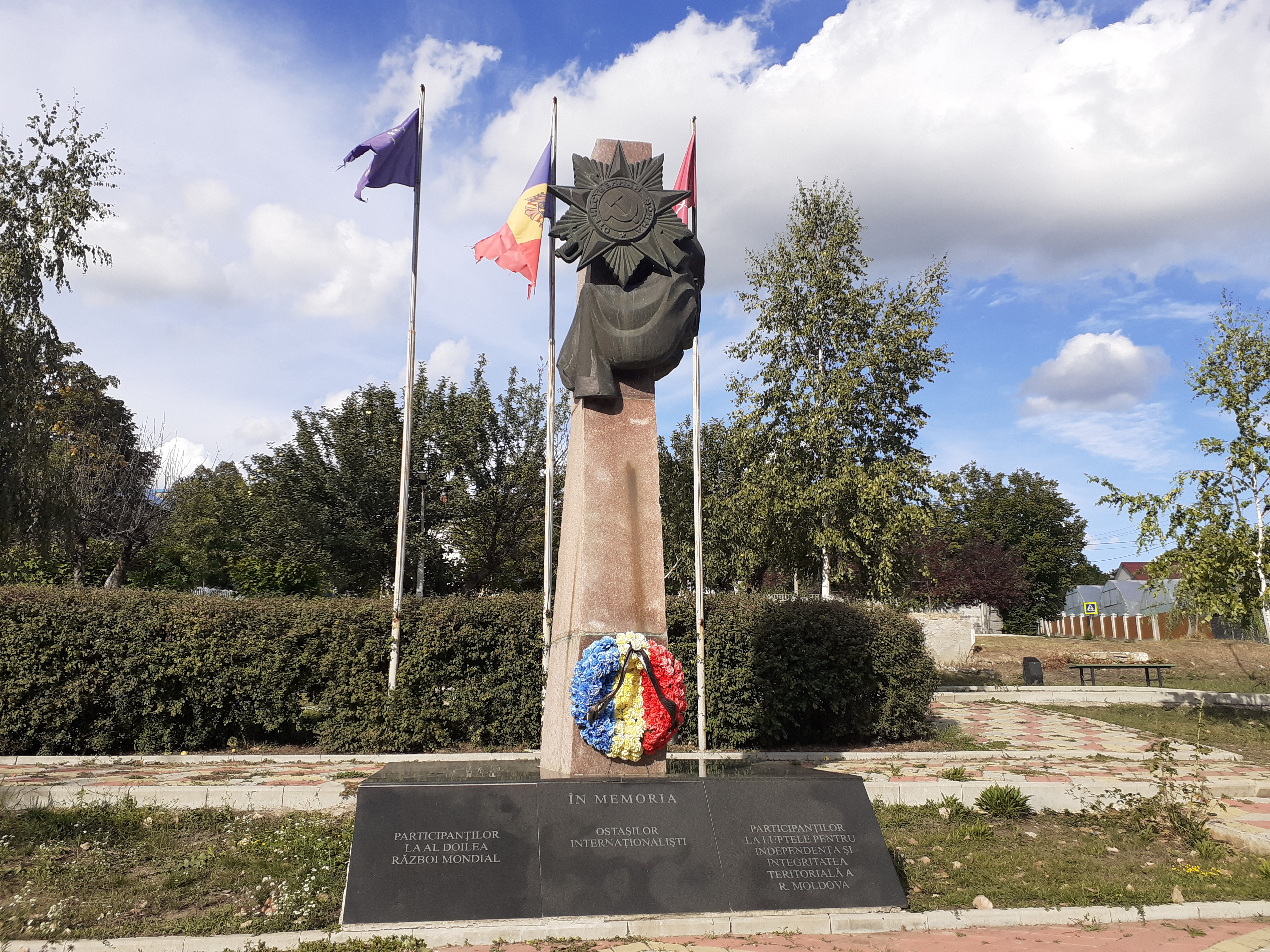
Monument în memoria consătenilor căzuți în conflicte
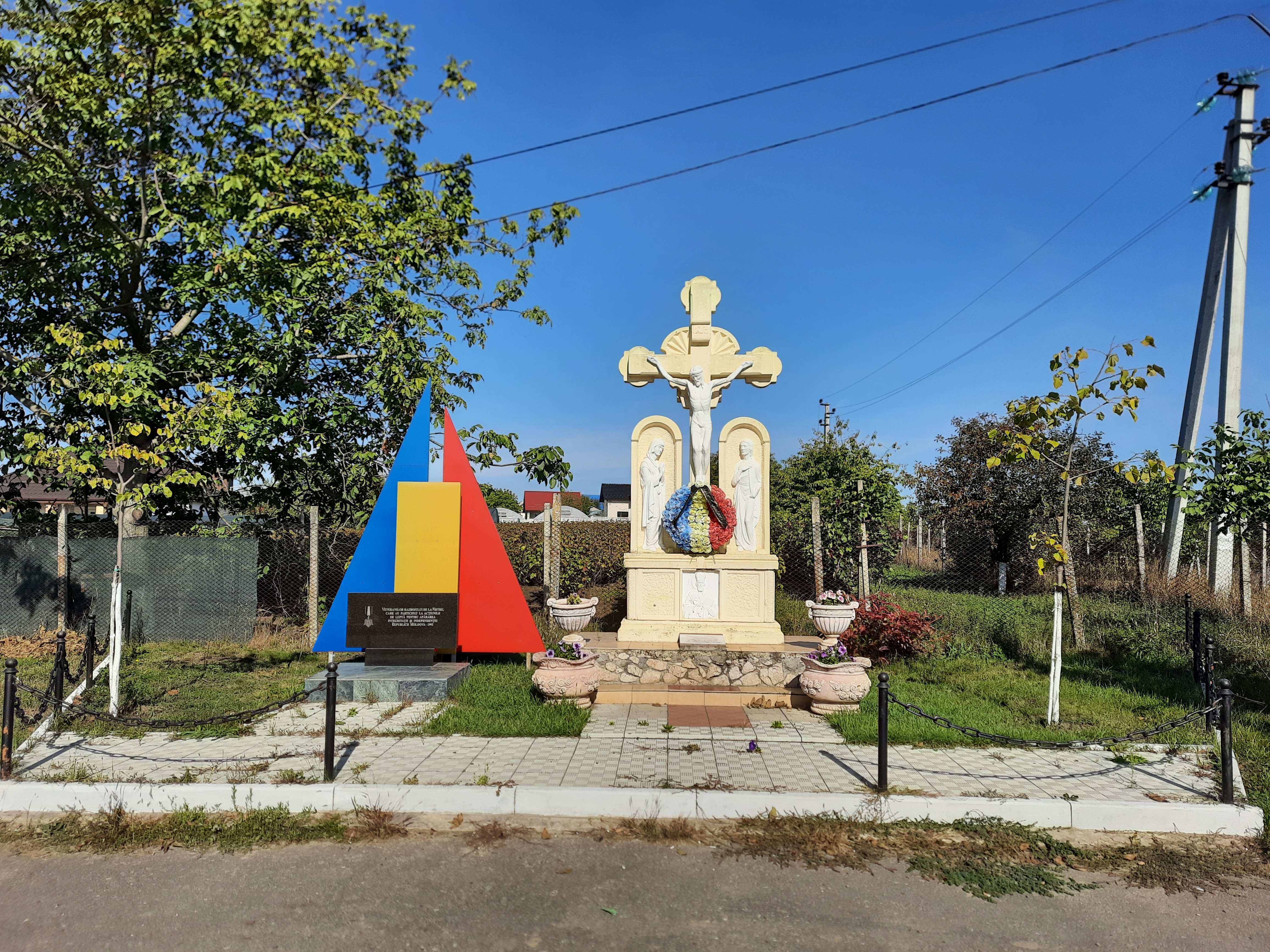
Monument în memoria celor căzuți în Războiul din Transnistria

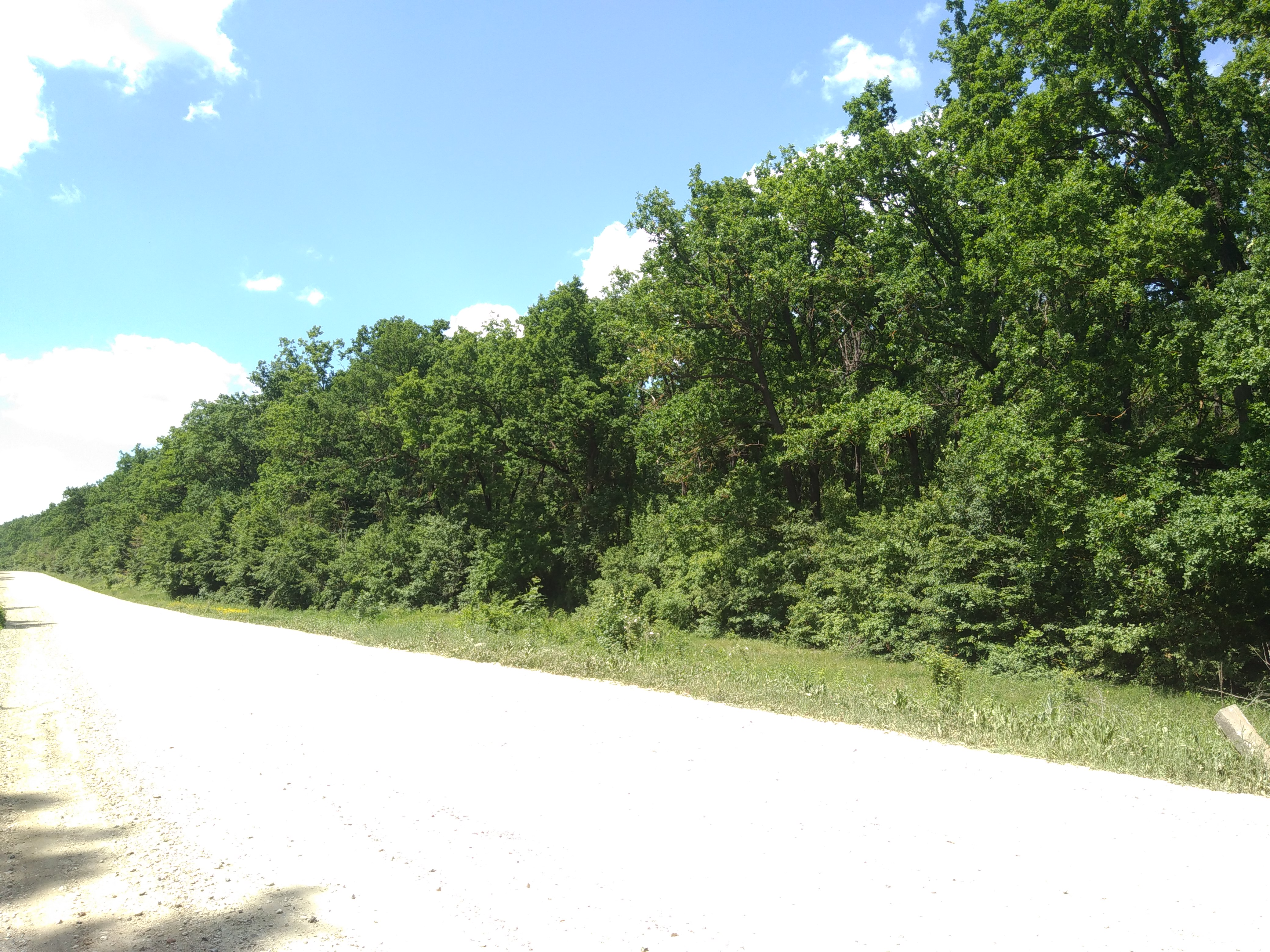
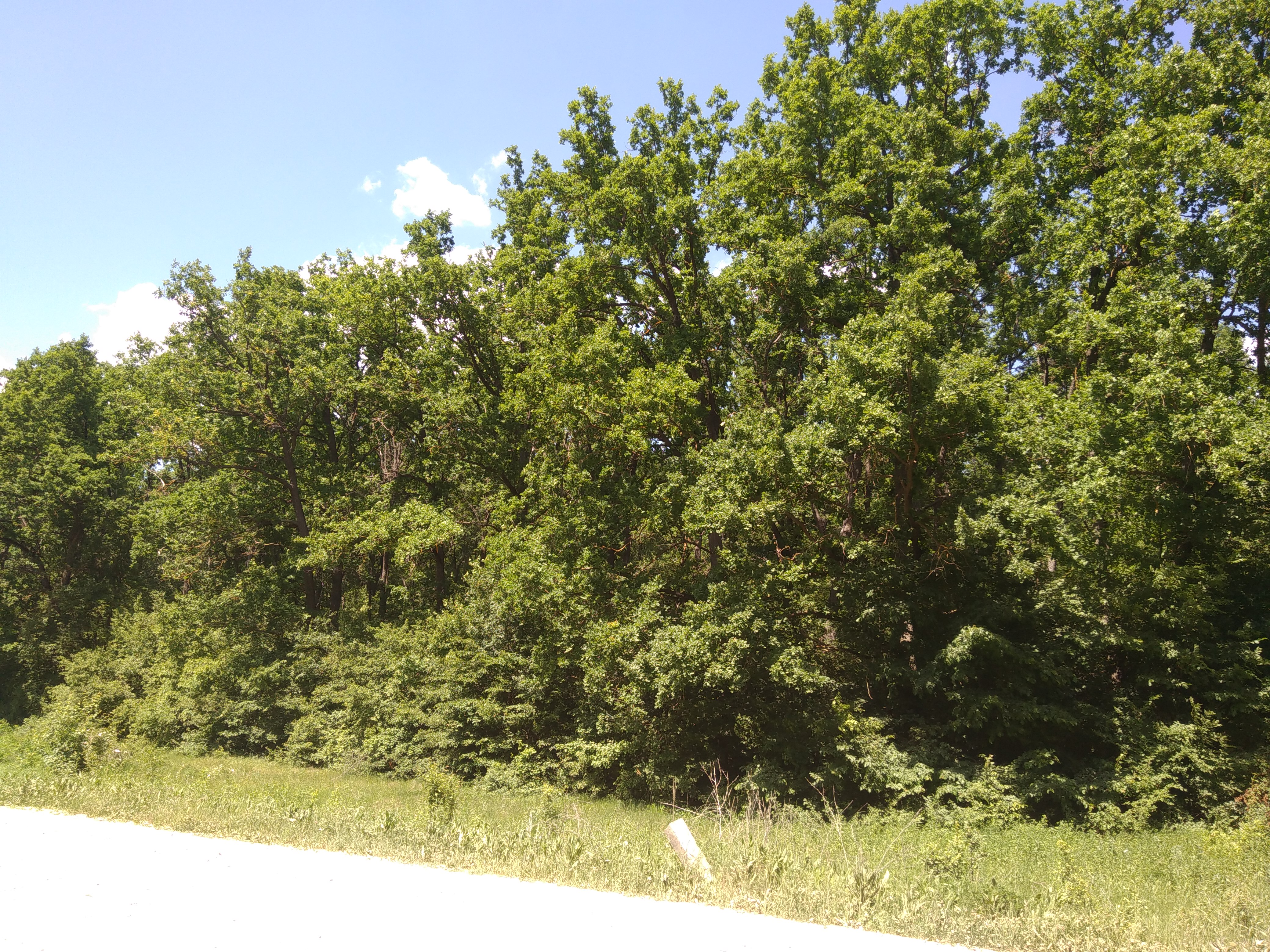
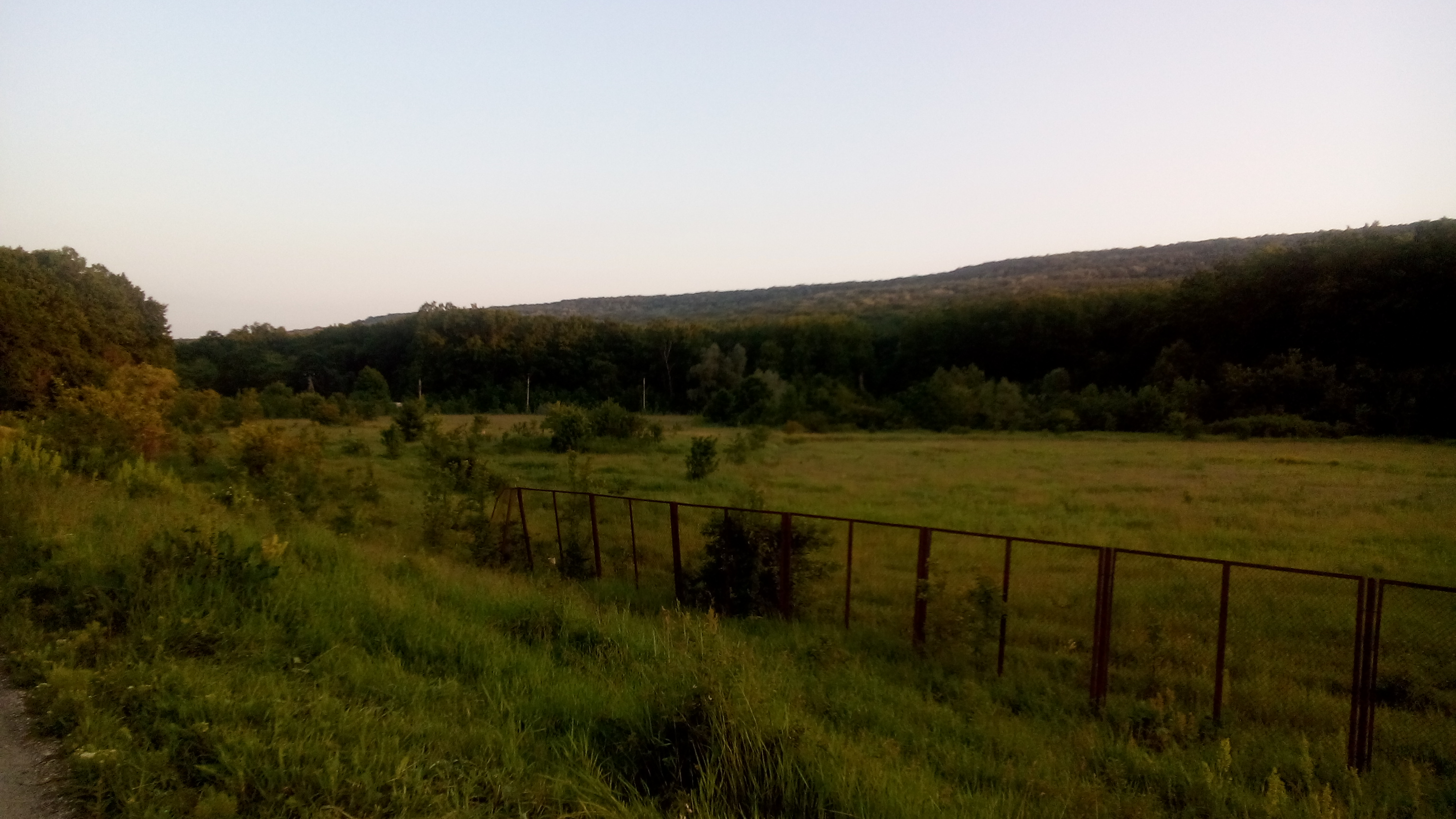
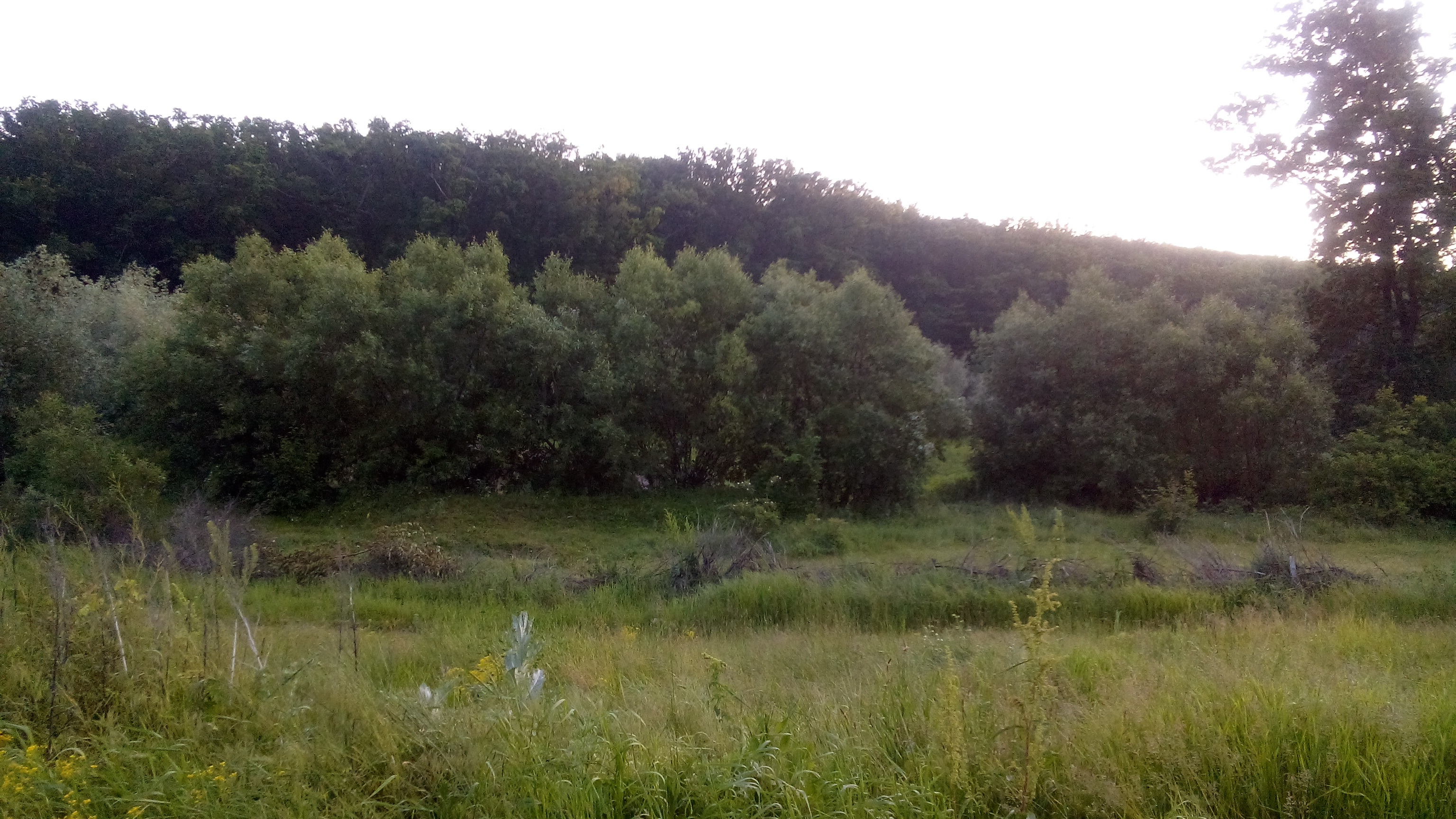

Pădurea de lângă Malcoci